# Voleibol de praia nos Jogos Sul-Americanos da Juventude de 2017
As competições de voleibol de praia nos Jogos Sul-Americanos da Juventude de 2017 ocorreram entre 4 e 9 de outubro, no Parque Peñalolén em Santiago. Dois eventos foram disputados..

## Calendário
| Março             | 29 | 30 | 1 | 2 | 3 | 4 | 5 | 6 | 7 | 8 | T |
| ----------------- | -- | -- | - | - | - | - | - | - | - | - | - |
| Voleibol de praia |    |    |   |   |   |   |   |   |   | 2 | 2 |

## Medalhistas
| Evento    | Ouro                                              | Prata                                         | Bronze                                         |
| Masculino | Juan Bautista Amieva Mauro Zelayeta ARG Argentina | Gabriel Pisco Gabriel Zuliani BRA Brasil      | Gonzalo Melgarejo Jorge Riveros PAR Paraguai   |
| Feminino  | Delfina Villar Brenda Churin ARG Argentina        | Maria Luiza Sena Thâmela Coradello BRA Brasil | Yhonnielis Camacho Diana Ramírez VEN Venezuela |

## Quadro de medalhas
| Ordem | País      | Medalha de ouro | Medalha de prata | Medalha de bronze | Total |
| ----- | --------- | --------------- | ---------------- | ----------------- | ----- |
| 1     | Argentina | 2               |                  |                   | 2     |
| 2     | Brasil    |                 | 2                |                   | 2     |
| 3     | Venezuela |                 |                  | 1                 | 1     |
| 3     | Paraguai  |                 |                  | 1                 | 1     |
| TOTAL | TOTAL     | 2               | 2                | 2                 | 6     |